# Marcia Mitzman Gaven
Marcia Mitzman Gaven (født 28. februar 1959 i New York i New York) er en skuespiller som lagde stemmer til Maude Flanders, Helen Lovejoy, Elizabeth Hoover og nogen andre i den amerikanske, animations-komedieserie The Simpsons, mellem 1999 og 2002, da Maggie Roswell kom tilbage efter uenighed om lønnen.
Hun har også haft gæsteroller i tv-serier som Glamour, Beverly Hills, Frasier, Babylon 5, The Drew Carey Show og Ellen. Hun medvirkede i den første opsætning af Chess på Broadway, og i 1993 nomineredes hun til en Tony Award for bedste skuespillerinde (birolle - musikal) for hendes portræt af Mrs. Walker i Broadwayproduktionen af The Who's Tommy.
I juni 1996 giftede hun sig med filmklipperen Seth Gaven (Creative Director. De har sammen to børn.